# Veerasamy Ringadoo
Veerasamy Ringadoo (nacido வீரசாமி ரிங்காடு; Port Louis, 20 de octubre de 1920-9 de septiembre de 2000) fue un político de Mauricio de ascendencia tamil.
Fue el primer presidente de la República de Mauricio, desempeñando el cargo entre marzo y junio de 1992. Previamente, fue el último gobernador general, nombrado por la reina Isabel II del Reino Unido.

## Carrera
Fundó la Liga de Tamiles en 1937.
Fue ministro de educación y luego ministro de finanzas.
En 1975 fue nombrado caballero (Knight Bachelor) y, en junio de 1986 fue nombrado caballero gran cruz de la Orden de San Miguel y San Jorge.
De religión hindú, fue nombrado presidente durante período de transición hacia la República, para apaciguar a la mayoría hindú de la isla. Su sucesor, Cassam Uteem, fue un musulmán.